# Comité paralympique africain
Le Comité paralympique africain (CPA ; en anglais : African Paralympic Committee, APC) est une organisation internationale basée à Luanda, en Angola, réunissant quarante-huit comités nationaux paralympiques africains.
Elle a été créée en 1987 en Algérie sous le nom de Confédération africaine des sports pour handicapés (African Sports Confederation For Disabled ou ASCOD) et était basée au Caire en Égypte avant d'être transférée à Luanda et être renommé en Comité paralympique africain.

## Pays membres
Dans le tableau suivant, l'année où le CNP est reconnu par le Comité international paralympique (CIP) est aussi donnée si elle diffère de sa date de création.
| Nation                           | Code | Comité national paralympique                               | Création | Ref. |
| -------------------------------- | ---- | ---------------------------------------------------------- | -------- | ---- |
| Algérie                          | ALG  | Comité national paralympique algérien                      |          |      |
| Angola                           | ANG  | Comité national paralympique de l'Angola                   |          |      |
| Bénin                            | BEN  | Fédération handisport du Bénin                             |          |      |
| Botswana                         | BOT  | Association paralympique du Botswana                       |          |      |
| Burkina Faso                     | BUR  | Comité national paralympique du Burkina Faso               |          |      |
| Burundi                          | BDI  |                                                            |          |      |
| Cameroun                         | CMR  | Comité paralympique camerounais                            | 2011     |      |
| Cap-Vert                         | CPV  | Comité national paralympique du Cap-Vert                   |          |      |
| République centrafricaine        | CAF  |                                                            |          |      |
| Comores                          | COM  |                                                            |          |      |
| République du Congo              | CGO  | Comité paralympique de la République du Congo              |          |      |
| Côte d'Ivoire                    | CIV  | Comité national paralympique de Côte d'Ivoire              |          |      |
| République démocratique du Congo | COD  | Comité paralympique de la République Démocratique du Congo |          |      |
| Égypte                           | EGY  | Comité paralympique égyptien                               |          |      |
| Éthiopie                         | ETH  | Comité paralympique éthiopien                              |          |      |
| Gabon                            | GAB  | Comité national paralympique du Gabon                      |          |      |
| Gambie                           | GAM  | Comité national paralympique de Gambie                     |          |      |
| Ghana                            | GHA  | Comité national paralympique du Ghana                      |          |      |
| Guinée                           | GUI  | Comité paralympique guinéen                                |          |      |
| Guinée-Bissau                    | GBS  | Comité paralympique de Guinée-Bissau                       |          |      |